# Finnischer Fußballpokal 1972
Der Finnische Fußballpokal 1972 (finnisch Suomen Cup 1972) war die 18. Austragung des finnischen Pokalwettbewerbs. Er wurde vom finnischen Fußballverband ausgetragen. Das Finale fand am 15. Oktober 1972 im Olympiastadion Helsinki statt. 
Pokalsieger wurde Lahden Reipas. Das Team setzte sich im Finale gegen Vaasan PS mit 2:0 durch und qualifizierte sich damit für den Europapokal der Pokalsieger. Titelverteidiger Mikkelin Palloilijat war im Viertelfinale gegen Kuopion Pallotoverit ausgeschieden.
Alle Begegnungen wurden in einem Spiel ausgetragen. Bis einschließlich Viertelfinale wurde bei unentschiedenem Ausgang das Spiel um zweimal 15 Minuten verlängert. Stand danach kein Sieger fest, folgte ein Elfmeterschießen. Ab dem Halbfinale wurde dagegen das Spiel auf des Gegners Platz wiederholt. Bis zur 2. Runde hatten unterklassige Teams Heimrecht.

## Teilnehmende Teams
Für die erste Hauptrunde waren 43 Vereine der ersten und zweiten Liga direkt qualifiziert. Dazu kamen 21 Mannschaften ab der dritten Liga abwärts, die nach vier Qualifikationsrunden startberechtigt waren.
| Veikkausliiga (12) | II divisioona Ost (12) | II divisioona West (10) | II divisioona Nord (9) |
| --- | --- | --- | --- |
| - Haka Valkeakoski - Helsingfors IFK - HJK Helsinki - Kokkolan Palloveikot - Kuopion Pallotoverit - Kuopion PS - Lahden Reipas - Mikkelin Palloilijat - TaPa Tampere - Turku PS - Lahti-69 - Vaasan PS | - Helsingin Palloseura - Helsingin Ponnistus - Hermannin Pallo - Imatran Pallo-Salamat - Kotkan Työväen Palloilijat - Kronohagens IF - Lappeenrannan Pallo - Mikkelin Pallo-Kissat - Myllykosken Pallo -47 - Puotinkylän Valtti - Tapion Honka - Voikkaan Pallo-Peikot | - Hangö AIK - Ilves-Kissat Tampere - IFK Mariehamn - Musan Salama - Porin Pallo-Toverit - Rauman Pallo - Riihimäen Palloseura - Seinäjoen PS - Tampereen Pallo-Veikot - Valkeakosken Koskenpojat | - Gamlakarleby BK - FF Jaro - Kajaanin Palloilijat - Kemin Into - Kuopion Elo - Oulun Palloseura - Oulun Työväen Palloilijat - Rovaniemi PS - Vasa IFK |
| III divisioona (18) | III divisioona (18) | III divisioona (18) | IV divisioona (3) |
| - IF Finströmskamraterna - Grankulla IFK - Jakobstads BK - Jakobstads Into - Jämsänkosken Ilves - Joutsenon Kataja                                                                                     | - Jyväskylän Palloilijat - Kajaanin Haka - Kotkan Jäntevä - Kuusankosken Kumu-Peikot - Oulun Luistinseura - Pallo-Kerho 37 | - Pallo-Sepot 44 - Porin Ässät - Savilahden Urheilijat - Seinäjoen Sisu - Turun Pyrkivä - Turun Weikot                                                                                           | - Alavuden Peli-Veikot - Käpylän Pallo - Rovaniemen Reipas                                                                                             |

## 1. Runde
|                          | Ergebnis |                            |
| ------------------------ | -------- | -------------------------- |
| Riihimäen Palloseura     | 1:8      | Turku PS                   |
| Lahden Reipas            | 4:0      | Ilves-Kissat Tampere       |
| Käpylän Pallo            | 2:1      | Hermannin Pallo            |
| Porin Pallo-Toverit      | 3:2      | Vasa IFK                   |
| Jakobstads Into          | 0:2      | Oulun Palloseura           |
| Joutsenon Kataja         | 2:4      | Imatran Pallo-Salamat      |
| Voikkaan Pallo-Peikot    | 0:1      | Valkeakosken Koskenpojat   |
| Seinäjoen PS             | 2:1      | Gamlakarleby BK            |
| Alavuden Peli-Veikot     | 3:4      | Jyväskylän Palloilijat     |
| Pallo-Sepot 44           | 3:0      | Musan Salama               |
| Kotkan Jäntevä           | 0:3      | Helsingin Ponnistus        |
| Mikkelin Pallo-Kissat    | 4:2      | Kajaanin Palloilijat       |
| Rovaniemen Reipas        | 2:1      | Oulun Työväen Palloilijat  |
| Turun Weikot             | 4:0      | Hangö AIK                  |
| Grankulla IFK            | 3:1      | Kotkan Työväen Palloilijat |
| Oulun Luistinseura       | 0:2      | Rovaniemi PS               |
| IF Finströmskamraterna   | 3:0      | IFK Mariehamn              |
| Rauman Pallo             | 0:1      | Puotinkylän Valtti         |
| Jakobstads BK            | 5:0      | Kemin Into                 |
| Kronohagens IF           | 3:1      | Lahti-69                   |
| Myllykosken Pallo -47    | 3:0      | Tampereen Pallo-Veikot     |
| Jämsänkosken Ilves       | 4:2      | Tapion Honka               |
| Lappeenrannan Pallo      | 2:1      | Kuopion Elo                |
| Porin Ässät              | 1:2      | TaPa Tampere               |
| FF Jaro                  | 1:2      | Kokkolan Palloveikot       |
| Kuusankosken Kumu-Peikot | 2:3      | HJK Helsinki               |
| Kajaanin Haka            | 0:1      | Kuopion Pallotoverit       |
| Seinäjoen Sisu           | 2:3      | Vaasan PS                  |
| Savilahden Urheilijat    | 0:2      | Kuopion PS                 |
| Pallo-Kerho 37           | 0:5      | Mikkelin Palloilijat       |
| Helsingin Palloseura     | 2:4      | Haka Valkeakoski           |
| Turun Pyrkivä            | 0:3      | Helsingfors IFK            |

## 2. Runde
|                          | Ergebnis |                        |
| ------------------------ | -------- | ---------------------- |
| Helsingin Ponnistus      | 5:2      | Helsingfors IFK        |
| Lappeenrannan Pallo      | 2:3      | Haka Valkeakoski       |
| Rovaniemen Reipas        | 1:0      | Rovaniemi PS           |
| Oulun Palloseura         | 1:3      | Kokkolan Palloveikot   |
| Riihimäen Palloseura     | 0:1      | Kronohagens IF         |
| Turun Weikot             | 6:1      | Porin Pallo-Toverit    |
| Jakobstads BK            | 1:5      | Seinäjoen PS           |
| Käpylän Pallo            | 0:6      | Puotinkylän Valtti     |
| Myllykosken Pallo -47    | 0:1      | Mikkelin Palloilijat   |
| Pallo-Sepot 44           | 2:1      | IF Finströmskamraterna |
| Jämsänkosken Ilves       | 0:1      | Kuopion Pallotoverit   |
| Imatran Pallo-Salamat    | 00:12    | Lahden Reipas          |
| Mikkelin Pallo-Kissat    | 3:1      | HJK Helsinki           |
| Grankulla IFK            | 0:2      | TaPa Tampere           |
| Jyväskylän Palloilijat   | 0:2      | Kuopion PS             |
| Valkeakosken Koskenpojat | 0:3      | Vaasan PS              |

## 3. Runde
|                       | Ergebnis |                      |
| --------------------- | -------- | -------------------- |
| Kuopion PS            | 1:2      | Kronohagens IF       |
| Mikkelin Pallo-Kissat | 2:1      | Mikkelin Palloilijat |
| Lahden Reipas         | 5:1      | Haka Valkeakoski     |
| Kuopion Pallotoverit  | 4:0      | Rovaniemen Reipas    |
| Vaasan PS             | 4:0      | Turun Weikot         |
| Kokkolan Palloveikot  | 1:0      | Helsingin Ponnistus  |
| TaPa Tampere          | 3:1      | Pallo-Sepot 44       |
| Puotinkylän Valtti    | 3:2      | Seinäjoen PS         |

## Viertelfinale
|                      | Ergebnis |                       |
| -------------------- | -------- | --------------------- |
| Puotinkylän Valtti   | 0:2      | Vaasan PS             |
| Kokkolan Palloveikot | 6:1      | TaPa Tampere          |
| Kronohagens IF       | 1:5      | Lahden Reipas         |
| Kuopion Pallotoverit | 2:1      | Mikkelin Pallo-Kissat |

## Halbfinale
|               | Ergebnis |                      |
| ------------- | -------- | -------------------- |
| Lahden Reipas | 2:0      | Kuopion Pallotoverit |
| Vaasan PS     | 4:2      | Kokkolan Palloveikot |

## Finale
| Paarung       | Lahden Reipas – Vaasan PS |
| Ergebnis      | 2:0 (1:0) |
| Datum         | 15. Oktober 1972 |
| Stadion       | Olympiastadion, Helsinki |
| Zuschauer     | 528 |
| Tore          | 1:0 Pekka Kosonen (43.) 2:0 Matti Sandberg (75.) |
| Lahden Reipas | Eingesetzte Spieler: Seppo Patrikainen – Timo Kautonen, Pekka Kosonen, Mikko Kautonen, Markku Repo, Erkki Lehtinen, Urho Partanen, Sauli Lehtinen, Semi Nuoranen, Raimo Hukka, Pertti Jantunen, Olavi Litmanen, Matti Sandberg |